# Pop Sunday

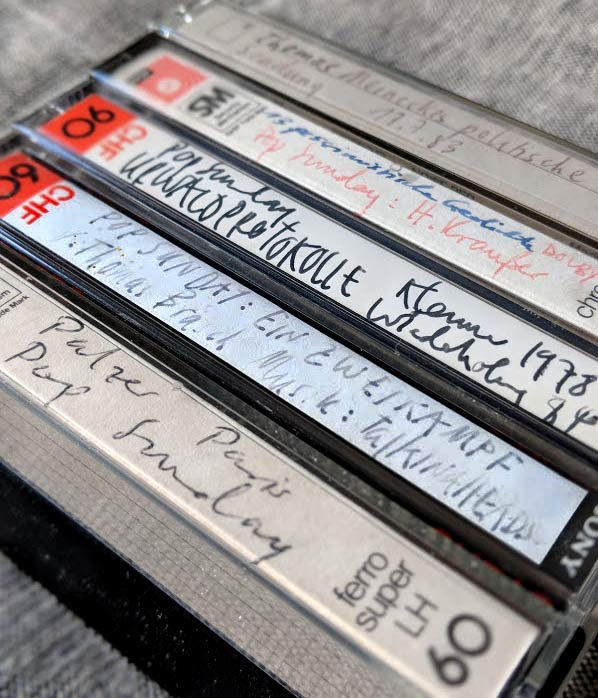
Pop Sunday Cassettenmitschnitte, um 1980

Pop Sunday (engl. für Pop (am) Sonntag) war eine Literatur- und Musiksendung im Bayerischen Rundfunk. Sie lief von 1968 bis 1984 und galt als die progressivste Sendung des BR ihrer Zeit. Pop Sunday lag ein basisdemokratisches Modell zugrunde, das aus dem Denken der Studentenbewegung der 1960er Jahre stammte.

## Geschichte und Bedeutung

### Gert Heidenreich
Pop Sunday entstand 1968 als ein Element beim Aufbau der Welle Bayern 3. Jugendfunk-Redaktionsleiter Walther von La Roche beauftragte den Schriftsteller Gert Heidenreich, eine einstündige Sendung mit politischer Lyrik zu aktuellen Ereignissen und für damalige Verhältnisse progressiver Rockmusik zu erstellen. Diese Gedichte hatten meist linken, aphoristischen Charakter und stammten von Heidenreich selbst oder von Einsendungen über die Hörerpost. Den Titel der Sendung hatte der langjährige BR-Moderator Georg Kostya erfunden; aus seiner Plattensammlung stammte auch die rhythmisch stolpernde Anfangsmusik der Sendung, Painting for Freakout von John Simon. Die Musiken innerhalb der Sendungen wählte Heidenreich aus. Es waren zumeist Titel, die zu extrem für die erste populäre Rockmusiksendung des BR, nämlich Club 16, waren. In diesen Sendungen wurden, vermutlich ARD-weit erstmals, lange Stücke wie In-A-Gadda-Da-Vida ausgespielt – 17 Minuten.
Heidenreich gestaltete und moderierte die Sendung jeden Sonntag, zunächst um 9 Uhr, dann 10 Uhr, dann 11 Uhr, stets live. Um die Texte redaktionell abnehmen zu lassen, telefonierte er – meist am Abend zuvor – mit La Roche und las sie ihm vor. Die Themen der Sendung waren für den Bayerischen Rundfunk radikal, blieben jedoch wegen des Test-Status von Bayern 3 ein Geheimtipp. La Roche kannte das Risiko, das damit verbunden war, spürte aber, dass die Sendung dem Zeitgeist des politischen Aufbruchs und der Studentenbewegung entsprach.
Im Frühjahr 1970 kam es zum Zerwürfnis zwischen dem Redakteur und seinem Moderator: Erstmals hatte Heidenreich (wegen Krankheit) eine Sendung vorproduziert, statt live zu senden. Sie enthielt Musik wie Arthur Brown’s satanistischen Song Fire und Heidenreichs eigene, in mehrere Portionen aufgeteilte Erzählung Prozedur. In dem Text phantasiert ein Schüler, wie er mit Schulinstrumenten gegen seinen sadistischen Lehrer vorgeht. Walther von La Roche setzte in Heidenreichs Abwesenheit die Sendung mit der Begründung ab, sie rufe offen zum Lehrermord auf, und ersetzte sie durch eine Stunde mit Schlagermusik. Der Vorfall führte zum Bruch zwischen den beiden Initiatoren von Pop Sunday. La Roche bat Heidenreich, den nächsten Sonntag zu senden, dieser lehnte ab und brachte seinen Kollegen Carl-Ludwig Reichert ins Spiel. Reichert erhielt unmittelbar danach ein Telegramm vom BR, ob er für Pop Sunday aus seinem Buch Kinderspiele vorlesen wolle. Diese Sendung strahlte der Sender am besagten Sonntag aus.
1971 wurde Bayern 3 Vollprogramm mit einer leichteren Ausrichtung. Pop Sunday kam in die Stunde vor Mitternacht sonntags auf Bayern 2, wo die Sendung bis zum Ende blieb. Sie war nicht moderiert, sondern bestand nur aus den – später immer aufwendiger produzierten – Texten der Autoren, zusammen mit meist von den Autoren selbst ausgesuchter Musik. Das Kernteam, das sich anlässlich Heidenreichs Ausstieg aus der Sendung bildete und die Geschicke über Jahre hinweg steuerte, bestand neben Reichert aus Gerald Brauner, Michael Czernich und Michael Fruth.

### Basisdemokratie in den Redaktionssitzungen

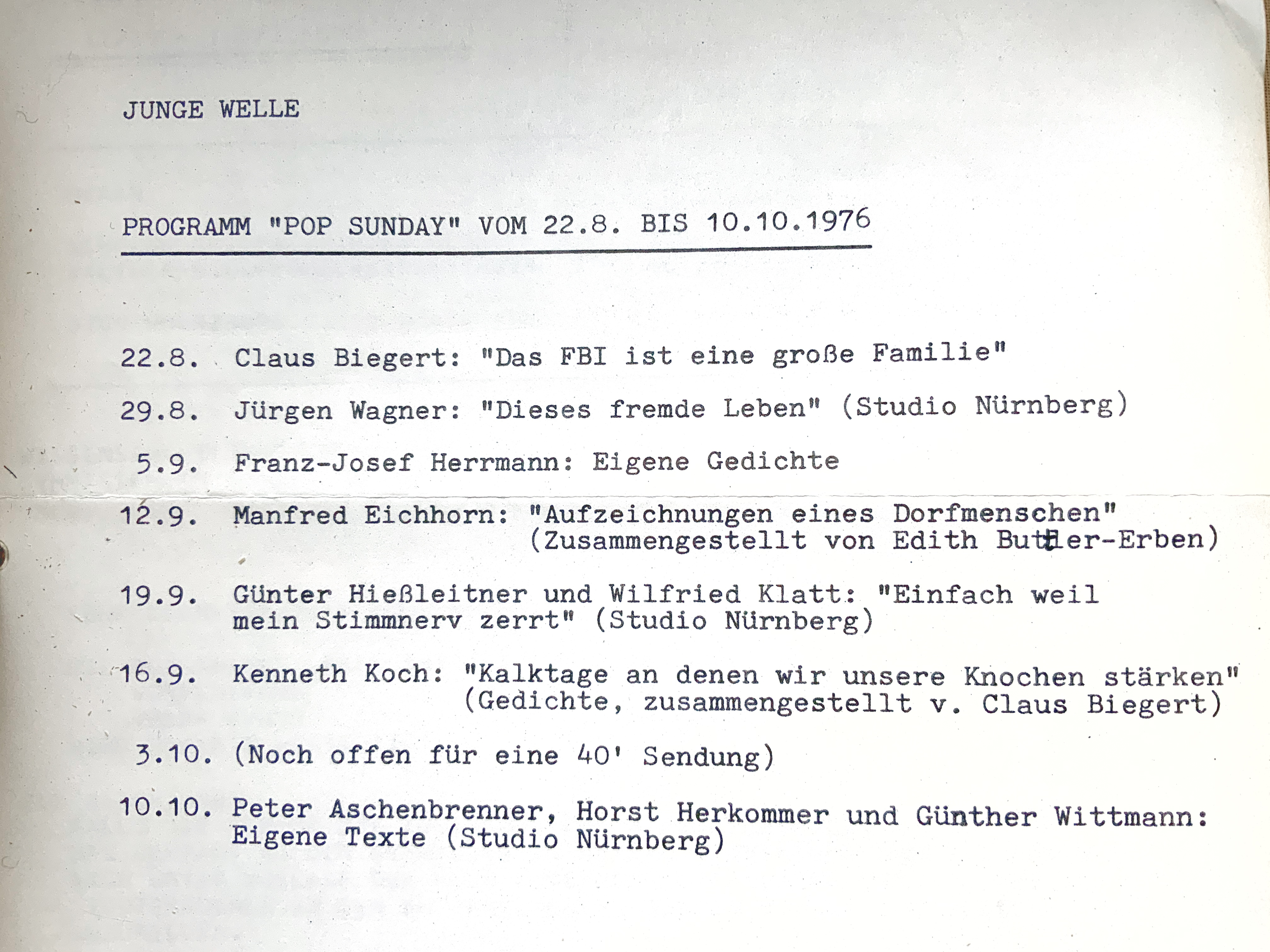
Redaktions-interne Sendungsübersicht 1976

Walter Schricker leitete die Redaktionssitzungen der ersten ca. 10 Jahre in den Funkhäusern München und Nürnberg. Zu diesen (nicht im Rundfunk übertragenen) meist mehrstündigen Konferenzen wurden über Mundpropaganda oder über die Sendungen Club 16 und später Zündfunk junge, unbekannte Autoren eingeladen. Sie konnten vor Ort ihre Texte vorlesen und über die Texte anderer Autoren mit abstimmen. Jeder im Raum, einschließlich Mitglieder der Redaktion, hatte eine Stimme. Diese Form der Basisdemokratie war aus der Studentenbewegung der späten 1960er Jahre entsprungen und zog unter anderem die vom Establishment der großen Verlage abgestoßenen alternativen Literaturzeitschriften und ihre Autoren an. Zu den ersten, damals schon bekannteren Autoren zählten Wolf Wondratschek, Elfriede Jelinek und Herbert Achternbusch.

### Anlaufstelle für junge Autoren
Mitte der 1970er Jahre war Pop Sunday eine feste Größe in der ARD-Rundfunklandschaft; keine andere Rundfunkanstalt konnte mit einer so anspruchsvollen wöchentlichen Sendung mit junger, neuer Literatur aufwarten. Die Sendung war politisch konzipiert; schöngeistige Texte hatten keinen Platz. Die Underground-Rockmusik unterstrich das. Für manche Autoren, wie etwa Helmut Krausser, der als 16-Jähriger hier seine erste Sendung hatte, war Pop Sunday ein Sprungbrett in eine eigene Karriere. Andere, wie Thomas Brasch, Jörg Fauser, Fitzgerald Kusz oder Thomas Meinecke machten ihre ersten Rundfunkerfahrungen. Pop Sunday wurde mit den Jahren immer aufwändiger produziert. Manche Sendungen hatten um 1980 Hörspiel-Charakter. Die Autoren führten häufig selbst Regie, es existierte aber auch ein fester Stamm freier Journalisten, die mit oder ohne eigene Texte in die Sitzungen kamen und ihre Regieerfahrung mit einbrachten.

### Ende der Sendung
Nach Walter Schricker, häufig vertreten durch Konrad Franke, wurde Christoph Lindenmeyer Jugendfunk-Chef und leitete die Sitzung im Wechsel mit Dagmar Reim. Lindenmeyer beendete die Reihe Anfang 1984 – unter anderem weil sich die basisdemokratische Form nach 16 Jahren totgelaufen habe, immer weniger neue Autoren Interesse an dem Programm zeigten und nicht in der Lage waren, ihre Texte akustisch anspruchsvoll aufzubereiten. Die Nachfolgesendung mit dem Titel Zündfunk Nachtausgabe hatte nicht mehr den Anspruch, neuen Autoren ein Forum zu bieten, sondern rekrutierte sich aus dem inzwischen etablierten Stamm von freien Journalisten aus dem Kernteam von Pop Sunday, wie zum Beispiel Herbert Kapfer, Claus Biegert, Thomas Palzer.

## Pop Sunday-Autoren (Auswahl)
- Herbert Achternbusch
- Claus Biegert
- Thomas Brasch
- Franz Dobler
- Heinz Ehemann
- Jörg Fauser
- Ludwig Fels
- Werner Fritsch
- Gert Heidenreich
- Günther Hießleitner
- Franz Hohler
- Herbert Kapfer
- Dietrich Krusche
- Fitzgerald Kusz
- Angelika Koller
- Helmut Krausser
- Thomas Meinecke
- Klaus Morsch
- Thomas Palzer
- Lutz Rathenow
- Rosy Rosy
- Lorenz Schröter
- Michael Schulte
- Simon Werle
- Wolf Wondratschek